# Reacción (1931-1933)
Reacción fue un periódico semanal publicado en la ciudad española de Barcelona entre 1931 y 1933.

## Historia
El semanario apareció el 23 de julio de 1931 fundado por Estanislao Rico Ariza, quien había dirigido anteriormente La Protesta, publicación vinculada al jaimismo y a los Sindicatos Libres. La redacción de este periódico había sido asaltada por militantes anarquistas en abril de 1931, tras la proclamación de la Segunda República, y en mayo Rico Ariza había sido detenido y destituido como funcionario municipal.
El periódico se editaba a 55 x 38,5 cm y llevaba por lema «ningún enemigo a la derecha». Se imprimía en los talleres del diario El Correo Catalán.
Su primer número fue anunciado a voces en las Ramblas por requetés de Barcelona el día de Santiago. Sobre la pila de ejemplares colocaron una boina roja y un cargador del nueve largo, para evitar que la pila se volase y como elemento disuasorio. Su editorial explicaba la razón del nombre:

REACCIÓN. Este es el nombre que hemos escogido por bandera de combate. Y lo escogemos porque él encarna con exactitud nuestra significación ideológica de siempre. Y nuestra posición táctica de estos momentos. Reacción. Acción, afirmativa, vigorosa, fecunda, que resiste a la acción negativa estéril y destructora.

A la acción demagógica, disolvente y corrosiva de todo aquello que construyó en largos siglos la vigorosa Tradición de nuestro pueblo, opondremos nuestra reacción.
A la acción del liberalismo exótico y postizo que intenta desvirtuar las verdaderas características de nuestra raza resistiremos con nuestra reacción.
A la acción demoledora del ateísmo que pretende aniquilar con saña feroz el cristiano contenido de nuestra conciencia, la combatiremos con nuestra reacción.

A la acción pertinaz y agotadora que conduce a borrar de nuestros hijos todo sano concepto de Patria y Familia, enfrentaremos nuestra reacción.

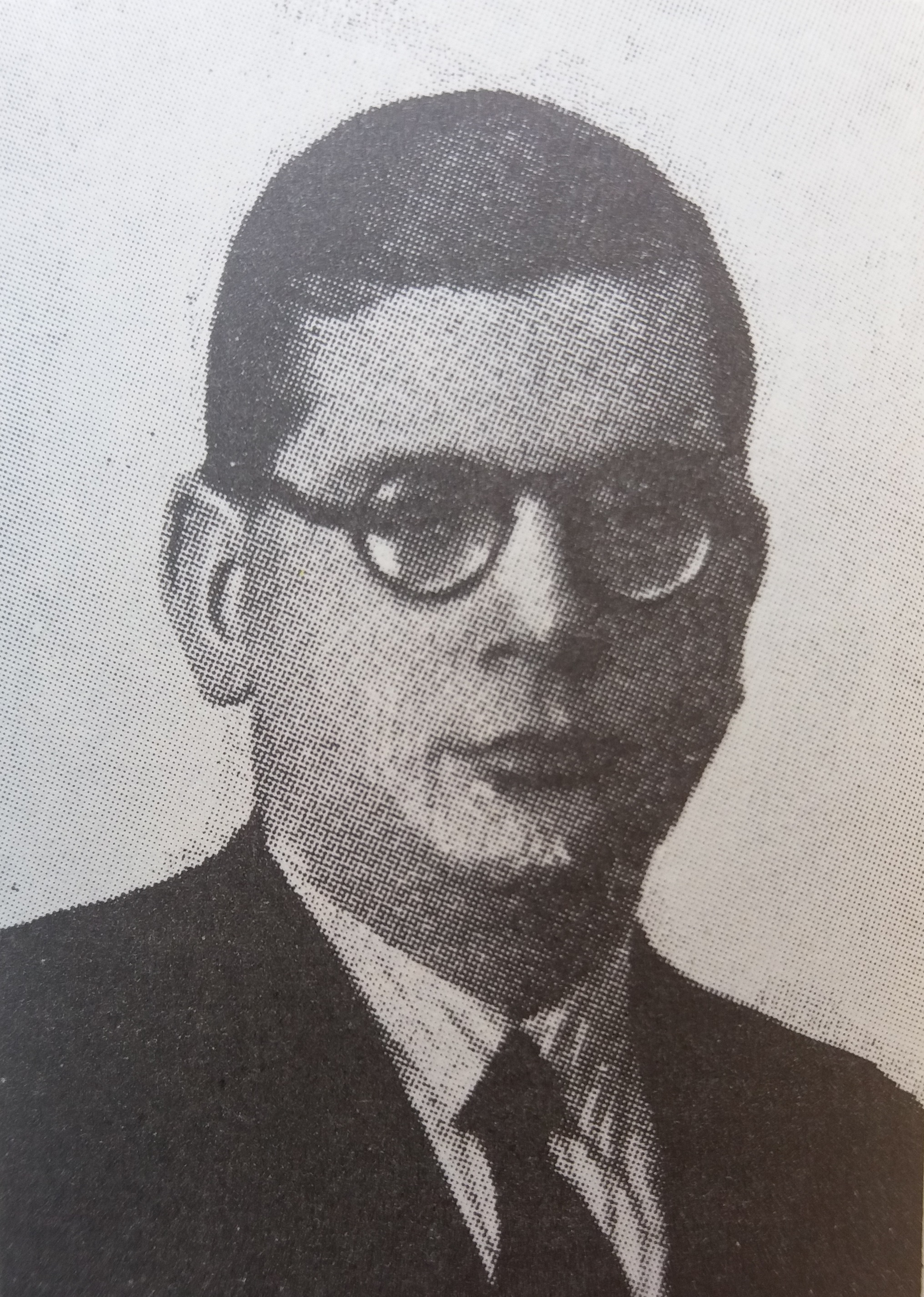
Estanislao Rico Ariza (1895-1936)

Estanislao Rico, que acababa de regresar a la disciplina de la Comunión Tradicionalista, contó con la aprobación de los dirigentes tradicionalistas catalanes Juan Soler Janer, Miguel Junyent y Mauricio de Sivatte. Rico encargó la dirección del semanario a José María Poblador, quien había sido colaborador suyo en La Protesta.
Reacción contentaba a un sector juvenil del tradicionalismo, de ideas más desenfrenadamente españolistas y radicales, que encontraba tibio El Correo Catalán. El semanario se opuso a que la política de derechas hiciera seguidismo a la Lliga Regionalista, estrategia que consideraban que no les había funcionado en el pasado. Poblador también atacó el régimen republicano, el Estatut, el separatismo, el liberalismo y la masonería, defendiendo en cambio los principios tradicionalistas, el Ejército y la Guardia Civil.
Según José Fernando Mota Muñoz, los quiosqueros se negaban a vender prensa reaccionaria por miedo a represalias. De ahí la venta callejera del semanario, que daba lugar a altercados, por lo que los requetés, que no rehuían la pelea, se encargaban de su protección.
En la deriva izquierdista del primer bienio de la República, desde Reacción se llegó a hablar de violencia para salvar al pueblo. Por sus artículos, considerados injuriosos para con las autoridades, Poblador tuvo que hacer frente a tres juicios en el año 1932. Tras la intentona del general Sanjurjo el 10 de agosto de ese año, Poblador fue detenido y pasó semanas en prisión. Reacción no pudo reaparecer hasta noviembre.
En 1932 publicó en portada varios dibujos propagandísticos de Carlos Fontseré titulados «símbolos».
Según César Alcalá, el semanario dejó de publicarse para luchar contra la República desde un solo frente. Los esfuerzos de los carlistas barceloneses se centraron en El Correo Catalán, diario en el que también escribían los redactores de Reacción.
Algunos de sus colaboradores fueron Enrique Sarradell («Parvissimus») o el escritor granadino Benedicto Torralba de Damas